# 李棠 (南北朝)
李棠（？—553年），字长卿，勃海郡蓚县人，中国北朝人物。
祖父李伯贵，魏宣武帝时官至鲁郡守。父亲李元胄，员外散骑侍郎。李棠幼年丧父，好学，保有志操。十七岁时，普泰元年（531年）跟随高乾兄弟举兵信都，反对爾朱氏。同年（中興元年），他被後废帝元朗任命为衛軍府功曹参軍。太昌元年（532年），以軍功，受号征虜将軍，代行东莱郡事。永熙三年（534年）魏孝武帝西迁关中，李棠当时在凹北，于是出仕東魏。
元象元年（538年），高仲密担任東魏北豫州刺史，请李棠为掾。高仲密和吏部郎中崔暹关系很差，崔暹被高澄信任。高仲密害怕崔暹诬陷自己，感到不安，计划归顺西魏。李棠劝说北豫州軍事奚寿興前来赴宴，被高仲密所擒。高仲密献北豫州城归附西魏，派遣李棠到長安，参见宇文泰。宇文泰任命李棠为衛将軍、右光禄大夫，封广宗县公，邑一千户。转任給事黄門侍郎，加车骑大将军、仪同三司、散骑常侍。
西魏废帝二年（553年），跟随魏安公尉迟迥伐南梁的蜀地。他去劝说蜀人投降，得入成都，蕭撝将他抓住，笞打拷問西魏的军情不得，于是将他殺害。其子李敞嗣爵。

## 延伸阅读
[在维基数据编辑]
 《周書·卷46》，出自令狐德棻《周書》